# Antonín Frozín
Antonín Frozín (19. května 1671 Plzeň – asi 1720) byl český kněz, spisovatel a překladatel. Důležitým se stal jeho překlad tzv. svaté topografie v latině Atlas Marianus od německého jezuity Wilhelma Gumppenberga. Původní dílo mapuje mariánská poutní místa po celém světě a český Frozínův překlad Obroviště mariánského Atlanta je ještě doplněno o česká mariánská poutní místa. Za tímto účelem Frozín putoval mezi lety 1699–1701 po Čechách a vedle poutních míst zaznamenal do předmluvy svého díla též národnostní a geografické poměry v Čechách. Známé je jeho radostné konstatování, že přes vydatnou germanizaci je čeština mezi venkovským lidem stále živá.

## Život
Narodil se plzeňskému měšťanovi Cypriánu Frozínovi a Kateřině Houstonské v domě čp. 63 v Perlové ulici (v roce 1703 se Frozín představuje jako „Antonín Frozín Plzeňský vladyka“, nicméně ani jeho rodina a zřejmě ani on sám později šlechtictví, které by ho opravňovalo se nazývat vladykou nezískal). Navštěvoval městskou latinskou školu, od roku 1683 u jezuitů na Karlo-Ferdinandově univerzitě, kde vstoupil do řádu a studoval do roku 1689. Záhy poté ale z řádu vystoupil a přestěhoval se do Březových Hor, kde si pořídil políčko. V letech 1699–1701 podnikal cesty po Čechách a sbíral podklady pro předmluvu Obroviště mariánského Atlanta. Předmluvu dokončil roku 1703 a překlad vytiskl roku 1704.
Roku 1704 také dokončil po přestávce studia teologie a byl vysvěcen na kněze. Nejpozději od roku 1707 působil jako kaplan na vlašském špitále na Malé Straně. Odsud někdy v letech 1711 a 1712 odešel. Okolnosti odchodu nejsou známé a ani pozdější působení není přesně známo. Snad také působil jako vychovatel v rodině Jana Kryštofa Bořka Dohalského z Dohalic. V roce 1717 je naposledy doložen živý a roku 1723 je již zemřelý (někdy mezi těmito daty zemřel, snad v Praze).
Jeho život je tedy znám pouze torzovitě, některé okolnosti ukazují na dobrodružný životní styl (dva roky cestování po Čechách), snad jeho povaha byla poněkud konfliktogenní, snad podobně jako Bohuslav Balbín trpěl jistými ústrky pro svůj nacionalismus (tyto důvody mohou vysvětlit odchod od jezuitů a teologického studia roku 1689 a odchod z místa 1711). Zvláštnosti jeho života vysvětloval Antonín Podlaha duševní poruchou.

## Dílo
Jeho jediné dílo je překlad monumentálního díla jezuity Wilhelma Gumppenberga, který ve čtyřech dílech popsal sto známých zázračných mariánských obrazů. Z hlediska literárních historiků není ani tolik zajímavý překlad (popsal pouze 10 z původních 100 Gumppenbergových obrazů), ale Frozínova autorská předmluva Předmluva k Cžtenáři / a k milým Cžechům Překaldatele této Knjžky na Cžesko, která bývá klasifikována jako první tištěná obrana jazyka českého (jako první se uvádí Balbínova obrana, která byla ale vydána až F. M. Pelclem roku 1775).
Knihopis dnes uvádí pět exemplářů Frozínova díla: Knihovna Biskupství litoměřického, Vědecká knihovna v Olomouci (sign. 32229), Národní knihovna České republiky (sign. 54 F 100), Lobkowiczká knihovna v Roudnici nad Labem (sign. III Oh 5, dnes uložen v Nelahozevsi), Vlastivědné muzeum pro Vysoké nad Jizerou a okolí a exemplář v soukromém vlastnictví L. Peknika (Praha).
- Obroviště mariánského Atlanta svět celý Mariánský v jedinké knížce nesoucí (transliterovaný zkrácený název Obrowisstě Maryánského Atlanta Swět celý Maryánský w gedinké Knjžce nesaucýho), 1704, vytiskl Jiří Laboun, Knihopis K02807, překlad on-line (exemplář z NK ČR) na Google Books.

### Encyklopedie a slovníky
- Biografický slovník českých zemí, 18. sešit, Fo-Fr.
- Nový velký ilustrovaný slovník naučný, díl 7, 1930.
- Ottův slovník naučný, díl 9, 1893, s. 735.
- Riegrův slovník naučný, díl 3, s. 256.